# Maidstone (film)
Pour les articles homonymes, voir Maidstone (homonymie).
Pour plus de détails, voir Fiche technique et Distribution.
Maidstone est un film américain réalisé par Norman Mailer, sorti en 1970.

## Synopsis
Un célèbre réalisateur se lance dans la course à la présidence des États-Unis.

## Fiche technique
- Titre : Maidstone
- Réalisation : Norman Mailer
- Scénario : Norman Mailer
- Photographie : Nick Doob, Richard Leacock, D.A. Pennebaker, Nicholas T. Proferes, Sheldon Rochlin, Diane Rocklin, Flame Schon et Jan Welt
- Montage : Lana Jokel, Norman Mailer et Jan Welt
- Production : Buzz Farber et Norman Mailer
- Société de production : Supreme Mix Productions
- Pays de production :  États-Unis
- Genre : Drame
- Durée : 110 minutes
- Dates de sortie : 
  - Italie : septembre 1970 (Mostra de Venise)
  - États-Unis : septembre 1971

## Distribution
- Norman Mailer : Norman T. Kingsley
- Rip Torn : Raoul Rey O'Houlihan
- Joy Bang : Joy Broom
- Beverly Bentley : Chula Mae Kingsley
- Jean Campbell : Jeanne Cardigan
- Lee Cook : Lazarus
- Buzz Farber : Luis
- Adeline Naiman : Adeline McCarthy
- Lane Smith
- Hervé Villechaize

## Accueil
Vincent Canby du The New York Times a loué l'ambition et la créativité du film mais sa critique reste négative.

## Tournage
Sur le tournage, les relations entre Norman Mailer et Rip Torn était très tendues, au point qu'ils se sont battus devant la caméra en s'appelant par leurs noms respectifs. Cette violente bagarre (Torn a frappé Mailer avec un marteau et Mailer a arraché un bout d'oreille à Torn) est présente dans le film final.